# Lodžská církevní provincie

Lodžská církevní provincie

Lodžská církevní provincie je jedna z čtrnácti církevních provincií římskokatolické církve na území Polské republiky.
Byla vytvořena dne apoštolskou konstitucí Spiritale incrementum Poloniae ze dne 25. března 2004 na základě buly Totus Tuus Poloniae populus z 25. března 1992.
Území provincie se člení na tyto diecéze:
- Arcidiecéze lodžská (vznik 1920, do 1992 část Varšavské církevní provincie, v letech 1992-2004 podléhala přímo Svatému stolci)
- Diecéze łowiczská (vznik 1992, do 2004 část Varšavské církevní provincie)

V čele Lodžské církevní provincie stojí arcibiskup-metropolita lodžský, v současnosti (od roku 1986) Władysław Ziółek.